# 1929年華爾街股災
1929年華爾街股災，又稱大股災（英語：Great Crash）及1929年華爾街股市崩盤（英語：Stock Market Crash of 1929），以牽連層面和持續時間而言，是美國歷史上最嚴重的一次股災。
後世亦多以「黑色星期四」、「黑色星期五」、「黑色星期一」及「黑色星期二」來形容華爾街股災，這是因為股市崩盤並非起訖於一日之內的事，所以這四個別稱也是合適的。華爾街股災最先於1929年10月24日星期四發生，但股市的暴跌卻到10月28日星期一及10月29日星期二才真正爆發。這次股災不單提早為經濟衰退敲響警號，亦標誌着美國及全球廣泛地區步入持久的大蕭條。至於華爾街股市在股災發生後，股市急跌的情況持續了一個月。
|                 | 任何在1929年年中买入股票并持有的人，几乎用掉了他们的大半生，才回到盈亏平衡点。 |
| ——理查·M·薩斯曼 |                                                                                |

## 過程
在華爾街股災爆發前，美國經歷了所謂「咆哮的二十年代」，人們普遍不理會投機買賣的風險，憧憬股市將會再創新高，並過著奢華的富貴生活。就在股災發生前夕，經濟學家歐文·費雪甚至立下名言，宣稱「股價已經立足於像永恆的高地上」（Stock prices have reached what looks like a permanently high plateau）。可是，這種樂觀的態度，連帶人們從牛市獲得的豐厚利潤，卻通通在「黑色星期四」以後化為烏有。在當天，紐約股票交易所的股價率先急跌，隨後再以前所未有的幅度暴跌，持續一個月方才止息。
1929年10月的股災，還伴隨著美國房地產市場從1925年的頂峰走進下坡。一連串的事件和因素最終促成了1930年代的大蕭條，不單止美國，世上主要奉行資本主義經濟的工業國家，均受到相當嚴峻的衝擊。
其實在華爾街股災發生前的一段日子，股票市場已處於大幅波動。市場上不時出現大手賣出股票的情況，間中卻又見到股市短暫上揚和復甦。經濟學家及作家裘德·萬尼斯基（Jude Wanniski）後來曾對此作出研究，認為這些波動與國會當時正辯論《斯姆特-霍利關稅法案》有關。至於股災發生後，道瓊斯工業平均指數一度在1929年11月至12月及1930年初有短暫回升的跡象，可是此後股市再進一步急瀉，到1932年更成了大熊市。道瓊斯工業平均指數在1932年7月8日跌至20世紀紀錄上的最低點，一直到20多年後的1954年11月23日，道指才重上1929年前的水準。
早在1923年至1929年間，由於交投異常活躍的關係，道指上漲達五倍，並於1929年9月3日升至最高峰的381.17點。但及後股市連跌一個月，道指一度蒸發17%。踏入10月初，道指再見起色，超過一半在上月損手的股民賺回虧蝕，然而，股市隨後再現跌勢，跌勢在1929年10月24日「黑色星期四」更有加劇跡象，當天股市交投量創下破當時紀錄的1,290萬股。
在10月24日下午一時，華爾街的主要銀行家開會商討辦法消除股市連跌引起的公眾恐慌。與會者包括摩根銀行的署理主席托馬斯·W·拉蒙特（Thomas W. Lamont）、大通國家銀行主席艾伯特·維京（Albert Wiggin）、及紐約全國花旗銀行主席查爾斯·E·米切爾（Charles E. Mitchell）。會後他們決定以紐約股票交易所副主席理查·惠特尼（Richard Whitney）代為出手。在得到銀行家的支持下，惠特尼以高於市場價格的水平買入大量美國鋼鐵公司股份。在股民繼續抱觀望態度的情況下，他再以類似的手法買入大批藍籌股。惠特尼的救市手法與解決1907年恐慌的手法類近，而他亦成功遏止了當天股市進一步的跌勢，可是他的措施只帶來暫時性成效。
周末過後，股市狂跌成為全美國的新聞頭條。在10月28日「黑色星期一」，市場上更多投資者決定離場，一日內使道指急跌大約13%。翌日，即1929年10月29日「黑色星期二」，股市交股量多達1,600萬股，這個交易量要到近40年後的1968年才被超越。經濟學家及作家理查·M·薩斯曼（Richard M. Salsman）曾謂在10月29日，儘管市場謠傳指美國總統赫伯特·胡佛不會否決等候國會通過的《斯姆特-霍利關稅草案》，但股市依舊加劇暴跌。當日商界鉅富如威廉·C·杜蘭特和洛克菲勒家族等等相繼高調大手入市，企圖穩住公眾對市場的信心，但這些努力以失敗收場。道指在10月29日以再多跌12%告終，由於交投過多，報價機要一直運作至當晚7時45分。總括而言，市場在10月29日一天損失140億美元，而整個星期的累計損失則高達300億美元。
| 日期           | 變幅     | 變幅百份比 | 收報     |
| -------------- | -------- | ---------- | -------- |
| 1929年10月28日 | -38.33點 | -12.82%    | 260.64點 |
| 1929年10月29日 | -30.57點 | -11.73%    | 230.07點 |

道指到同年11月13日曾一度由低位反彈，由最低報198.60點持續數個月逐步回升，到1930年4月17日重上294.07點的高峰（市場術語稱為死貓反彈）。不幸的是，股市接著便持續下滑，到1932年7月8日終於見底，最低報41.22點，整個股市由1929年的最高點計，一共蒸發掉89%。這也是自19世紀以來所見的最低點。

紅色部份反映道瓊斯工業平均指數在華爾街股災前後的波動。

## 經濟原理
華爾街股災與美國1920年代投機風氣熾熱的現象環環相扣，當時成千上萬的美國人大灑金錢購買股票，其中不少投機者更以資金槓桿的形式買入更多股票，現象並不健康。踏入1929年3月，股票經紀日常貸款予小投資者的金額，相當於股市市值的三分之二以上，市場上的總貸款額超過85億美元，比美國當時流通貨幣總額還要多。股價的上漲吸引更多人投資股票，同時股民期望股價會繼續上升，在投機買賣下進一步推高股價，繼而形成了經濟泡沫。在1929年9月，標準普爾成份股的平均市盈率達32.6，明顯高於歷史走勢。不少經濟學者皆認為，這個現象在現代經濟史中異常地引人注目。
歷經華爾街股災後，市場持續出現恐慌性拋售股票，達到人心虛怯的地步。這促使美國參議院在1931年成立佩科拉委員會（Pecora Commission），以調查股災的成因。國會後來在1933年通過《格拉斯-斯蒂格爾法案》，規定商業銀行與投資銀行分家，前者從事提存及貸款業務，後者則從事包銷、發行及分配股票、債券及其他證券產品的業務。
各國股票市場在華爾街股災後曾相繼引入機制，在股市出現大幅度急瀉的時間實施臨時休市，先讓大眾冷靜，從而提防出現恐慌性拋售。不過以1987年10月19日的「黑色星期一」股災為例，道指在一天內下挫22.6%，跌幅比1929年還要厲害。（雖然如此，道指此後卻快速反彈，在兩日後更錄得自1933年以來最大的單日升幅。）

## 影響
華爾街股災與之後的大蕭條被認為是20世紀「最大規模的金融危機」。1929年10月因股市崩盤而引發的恐慌場面，成為後世回憶往後10年大蕭條的其中一個重要片段。「1929年的股災一度使人們『惶恐之餘迷失方向』，但『官方和大眾在錯覺下，很快對這場震驚變得麻木和加以否認。』」至於「全球除日本外……基本上所有金融市場的股票在1929年10月24日和29日都應聲跌市」。華爾街股災對當時美國及環球工業國家的經濟具重大影響，而時至今日，其歷史、經濟及政治各方面的因素亦一直成為學術界激烈討論的議題。當中有部份學者認為「公共事業控股公司濫用權力，促成華爾街股災及隨後的大蕭條」，另亦有不少學者則相信「商業銀行過度將存款投放於股票市場，增加存款風險，釀成股災」。

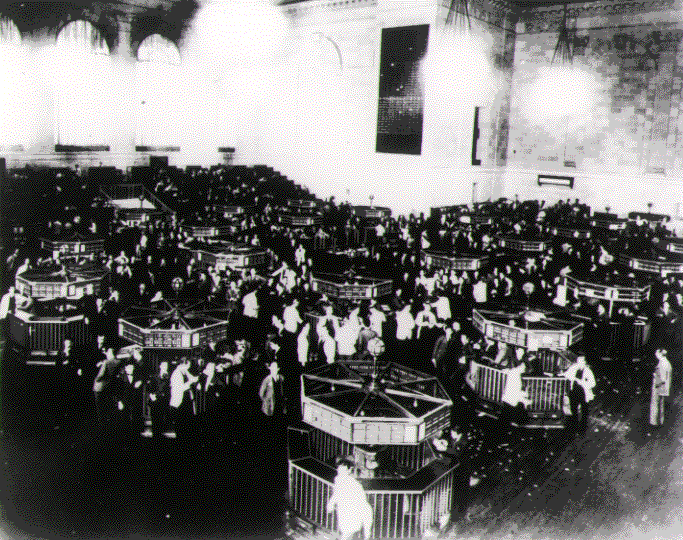
1929年10月華爾街股災爆發後，紐約股票交易所的交易大堂情況。

1929年的股災一時間將「咆哮的二十年代」劃上句號，經濟史學家查爾斯·P·金德伯格曾試圖解釋過股災成因，他認為，假如當時有機構擔當「最後貸款人」的角色，並積極發揮其效用，那麼通常緊隨金融危機之後的商業萎縮期，將有所縮短。然而對美國來說，這場股災標誌著經濟開始陷入持久衰退，但有不少學者卻問到，華爾街股災是否真正觸發後來的大蕭條？抑或由信貸市場促成的經濟泡沫爆破，方才是大蕭條的成因，華爾街股災不過是碰巧同時出現？就股災而言，股價的急跌促使公司破產，並對宏觀經濟構成嚴重衝擊，造成企業倒閉、裁員潮及經濟發展受壓。基於失業急升及經濟倒退被視為華爾街股災的直接後果，而這些因素又是促成經濟蕭條的主因，因此華爾街股災就被廣泛視為標誌著經濟開始陷入低谷的訊號，成為大蕭條的前奏。
不論這個說法是否正確，華爾街股災以後的發展卻是令人惶恐的。絕大部份學者均同意，華爾街股災瞬間蒸發掉市場上數以十億計美元的財富，並即時嚴重打擊消費者的購買意欲，不計借貸人，大約4,000名放款人因為股災而走投無路，陷入極端貧困的境地。股災亦進一步觸發全球兌現美國黃金儲備（因美元當時為金本位）的浪潮，繼而迫使聯邦儲備局要調高利率阻止黃金庫存進一步下跌。另一方面，股災以後，美國政府制定了限價沽空制度（Uptick Rule），規定要在高於市價的情況下才可進行沽空活動，以免從事沽空活動的投機者在逆市中進一步拖低股市。

## 學術研究
經濟學家及歷史學家一直在研究華爾街股災對當時的經濟、社會及政治有什麼影響。在1998年，《經濟學人》的一篇文章認為「大蕭條並非因股市崩盤而起，人們也不知道股災之後會發生大衰退。」他們問道：「當工業生產處於穩健平衡的狀態下，一場嚴重的股災真的會對工業構成重大打擊嗎？」。他們認為，這次股市下跌肯定會影響工業，但當時並沒有證據顯示這次衝擊會持續那麼長時間，並會使到所有行業陷入衰退。
不過《经济学人》也指出，當時已經有人知道某些銀行將會倒閉，還有的銀行在股灾之后可能沒足夠的錢，可以給商業或者工業公司進行周轉。這篇文章最後說，銀行的狀態對當時的情況很有很大影響，但是沒有人知道股災之後究竟會發生什麼事。
有些學者認為，景氣循環理論可以解釋為什麼1929年華爾街會發生股災。經濟學家熊彼德和康德拉季耶夫認為，在所謂的經濟周期的不斷變化的過程中，華爾街股災僅僅是一件發生過的事件。股災只不過加快了經濟周期的循環，使周期更快進入下一階段。
而在米爾頓·佛利民與安娜·施瓦茨所寫的《美國貨幣史》（A Monetary History of the United States）中，他們說股災與經濟週期無關。他們認為1930年代經濟嚴重萎縮的原因並不是經濟周期走進下坡、貿易保護主義及1929年華爾街股災。相反，他們認為1930年至1933年間發生的三次經濟恐慌，令銀行體系崩潰，這才是大蕭條的成因。

## 延伸閱讀
- Bierman, Harold. "The 1929 Stock Market Crash". EH.Net Encyclopedia, edited by Robert Whaples. August 11, 2004. URL
- Brooks, John. (1969). Once in Golconda: A True Drama of Wall Street 1920-1938. New York: Harper & Row. ISBN 0-393-01375-8.
- Galbraith, John Kenneth. (1954). The Great Crash: 1929. Boston: Houghton Mifflin. ISBN 0-395-85999-9.
- Klein, Maury. (2001). Rainbow's End: The Crash of 1929. New York: Oxford University Press. ISBN 0-19-513516-4.
- Klingaman, William K. (1989). 1929: The Year of the Great Crash. New York: Harper & Row. ISBN 0-06-016081-0.
- Rothbard, Murray N. "America's Great Depression"（页面存档备份，存于）
- Salsman, Richard M. “The Cause and Consequences of the Great Depression” in The Intellectual Activist, ISSN 0730-2355.

- “Part 1: What Made the Roaring'20s Roar”, June, 2004, pp. 16–24.
- “Part 2: Hoover's Progressive Assault on Business”, July, 2004, pp. 10–20.
- “Part 3: Roosevelt's Raw Deal”, August, 2004, pp. 9–20.
- “Part 4: Freedom and Prosperity”, January, 2005, pp. 14–23.

- Shachtman, Tom. (1979). The Day America Crashed. New York: G.P. Putnam. ISBN 0-399-11613-3.
- Thomas, Gordon, and Max Morgan-Witts. (1979). The Day the Bubble Burst: A Social History of the Wall Street Crash of 1929. Garden City, NY: Doubleday. ISBN 0-385-14370-2.

## 外部連結
- 華爾街股災及大蕭條（页面存档备份，存于），BBC「GCSE教材」